# رجلان وسيمان
رجلان وسيمان (بالكورية: 핸섬가이즈) فيلم رعب كوميدي كوري جنوبي صدر عام 2024، من إخراج وسيناريو نام دونغ هيوب، وبطولة لي سونغ مين ولي هي جون. وهو إعادة إنتاج لفيلم الرعب الكوميدي الكندي تاكر وديل ضد الشر الصادر عام 2010. عُرض الفيلم في دور السينما في 26 يونيو 2024.
يُعد فيلم رجُلان وسيمان العمل المشترك الرابع الذي يظهر فيه لي سونغ مين ولي هي جون معاً.

## القصة
ينتقل جاي بيل وسانغ غو للعيش في الريف بعد شراء كوخ جبلي، ومنذ يوم انتقالهما الأول أصبحا تحت مراقبة خاصة من قبل ضابطي الشرطة المحليين، الرئيس تشوي ونام دونغ يون. ورغم هذا، يشعران بالسعادة لبداية جديدة في منزل أحلامهما ذي الطراز الأوروبي.
إلا أن أحلامهما سرعان ما تتبخر، بعد محاولة إنقاذ فتاة من الغرق. فيجدان نفسيهما محاصرين ما بين ريبة وشكوك أصدقاء الفتاة والشرطة بنواياهما، وكوخهما الذي تسكنه روح شريرة تسعى للتحرر وتدمير العالم.

## الممثلون
- لي سونغ مين في دور كانغ جاي بيل[5]
- لي هي جون في دور بارك سانغ غو[6]
- غونغ سيونغ يون في دور كيم مي نا[7]
- بارك جي هوان في دور الضابط تشوي
- لي كيو هيونغ في دور نام دونغ يون
- وو هيون في دور الأب كيم
- جانغ دونغ غو في دور لي سونغ بين
- كيم دو هون في دور جيسون
- بين تشان ووك في دور كانغ يونغ جون
- بارك جونغ هوا في دور بو را
- كانغ كي دونغ في دور بيونغ جو
- بارك كيونغ هيه في دور سون أوك
- لي سيو هوان في دور سمسار عقارات
- سونغ يو هيون في دور الراهبة
- جيمي هوران في دور الأب بيكر
- جين تاي جيون في دور يوهان
- إم وون هي في دور لي وون هي

## الاصدار
كان من المقرر في الأصل إصدار فيلم «رجلان وسيمان» عام 2021، ولكن تأجل العرض لثلاث سنوات. أشارت التقارير الأولية بعد بدء التصوير إلى أنه سيُعرض في عام 2021.
عُرض الفيلم مع الوجه المخفي (2024)، و المؤامرة (2024)، وأرض السعادة (2024) في جناح محتويات باندا في سوق المحتويات والأفلام الآسيوية لعام 2023. وتلقى دعوه للمشاركة في قسم بانوراما في مهرجان سيتجيس السينمائي السابع والخمسين.

## الجوائز والترشيحات
| قائمة الجوائز والترشيحات | قائمة الجوائز والترشيحات | قائمة الجوائز والترشيحات | قائمة الجوائز والترشيحات | قائمة الجوائز والترشيحات | قائمة الجوائز والترشيحات |
| السنة                    | الجائزة                  | الفئة                    | المستلم                  | النتيجة                  | م.                       |
| ------------------------ | ------------------------ | ------------------------ | ------------------------ | ------------------------ | ------------------------ |
| 2025                     | جوائز بايكسانغ للفنون    | أفضل مخرج جديد           | نام دونغ هيوب            | رُشِّح                      | [ 11 ]                   |
| 2025                     | جوائز بايكسانغ للفنون    | أفضل ممثل                | لي هي جون                | رُشِّح                      | [ 11 ]                   |
| 2025                     | جوائز بايكسانغ للفنون    | أفضل ممثلة مساعدة        | غونغ سونغ يون            | رُشِّح                      | [ 11 ]                   |
| 2025                     | جوائز نسخة المخرج        | أفضل مخرج                | نام دونغ هيوب            | رُشِّح                      | [ 12 ]                   |
| 2025                     | جوائز نسخة المخرج        | أفضل مخرج جديد           | نام دونغ هيوب            | فوز                      | [ 12 ]                   |

## روابط خارجية
- رجلان وسيمان على موقع IMDb (الإنجليزية)
- رجلان وسيمان على موقع ألو سيني (الفرنسية)
- رجلان وسيمان على موقع فيلمافينيتي (الإسبانية)